# King’s Cross pályaudvar
A King’s Cross (vagy Kings Cross) egy vasúti fejpályaudvar London északnyugati részén az azonos nevű körzetben Camdenben. Rögtön a Midland Main Line állomása, a St Pancras pályaudvar mellett fekszik.

## Elhelyezkedés és környezete
A King’s Cross pályaudvartól nyugatra van a St Pancras pályaudvar, a British Library és a Euston pályaudvar, mindez pár perces sétával elérhető. A mostani King’s Cross Thameslink vasútállomás tőle keleti irányban ötperces séta.
A már megépült CTRLnek az újjáépített St Pancrasban lesz a végállomása, míg a Eurostar vonatai 2007-ben már az előbb említett vonal megépítésének második szakaszát követően a King’s Crossra fognak befutni, és innét indulnak.

## Szolgáltatások, járatok
Innen indulnak az Egyesült Királyság északi és keleti részeit kiszolgáló vonalak. El lehet jutni vonattal Cambridge-be, Petersborough-ba, Hullba, Doncasterbe, Yorkba, Leedsbe, Darlingtonba, Durhambe, Newcastle-be, Edinburghba, Glasgowba Aberdeenbe és Invernessbe. Egy helyen van a King's Cross St Pacras metróállomással, a metróhálózat egyik nagy csomópontjával. Az éves bejövő/kimenő utasforgalom a 2004–2005-ös gazdasági évben 20 805 000 fő volt.
Három társaság közlekedtet vonatokat ennek a pályaudvarnak az érintésével:
- National Express: intercity-szolgáltatások a keleti parton
- First Capital Connect: járatokat üzemeltet Cambridge-be és King’s Lynnbe, helyi érdekű vonalakat működtet Észak-London, Hertfordshire, Bedfordshire, Peterborough és Cambridgeshire irányába
- Hull Trains: intercity járatokat üzemeltet Hull végállomással

## A King’s Cross rekonstrukciója
Az 1852-ben épített óriási, neogótikus csarnokot műemléki minősítése ellenére le kellett bontani, mert alkalmatlanná vált mai, összetett forgalmi szerepének betöltésére (vasúthálózat-korszerűsítés, földalatti vasutak átszállóhelye, buszpályaudvar, parkolóház, taxiállomás stb.) Az új, 300 méter hosszú csarnok tudatosan törekszik a középület ama heroikus megjelenítésére, amire Saarinen Dulles TWA terminálja talán a 20. század legkimagaslóbb példája.

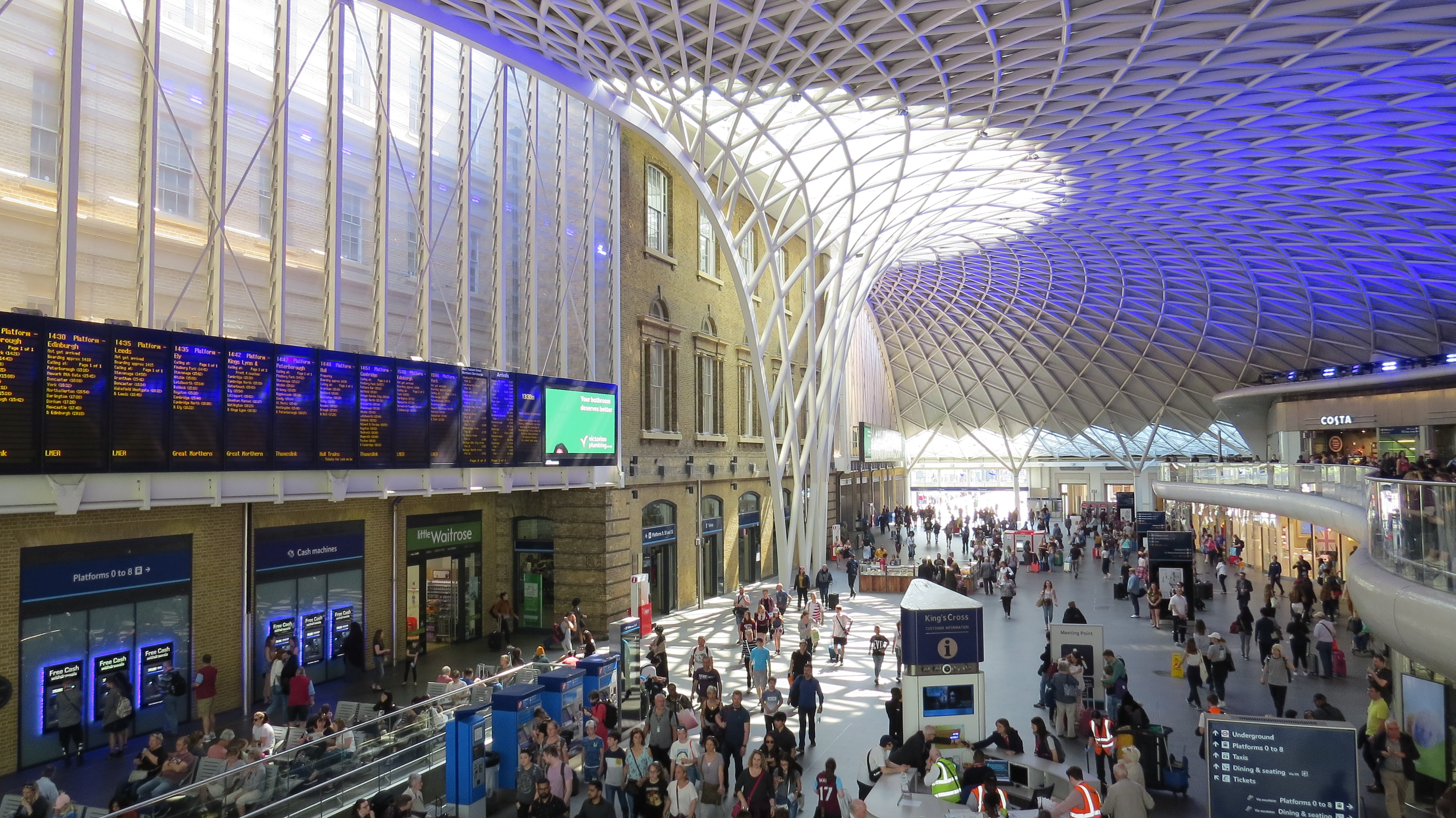
A King's Cross pályaudvar 2012-ben rekonstruált részének belső tere (2019)

## Érdekességek
A Harry Potter-sorozatban is szerepel a King’s Cross pályaudvar, a roxforti diákok innen, egész pontosan a 9. és 10. vágány között, a negyedik dimenzióban található 9 és ¾-ik vágányról indulnak, ahová az erre érdemesek a vágányokat elválasztó falon keresztül juthatnak be.
1987. november 18-án tűz ütött ki a pályaudvaron és metróállomáson amely során 31 ember vesztette az életét, és további 100-an megsérültek. A balesetet egy eldobott gyufa, a nem megfelelő karbantartás és az úgynevezett trench-effektus idézett elő.